# براتسلاف
براتسلاف (Брацлав) هي بلدة من النمط المدني في منطقة نيميروف في محافظة فينيتسا في أوكرانيا. تقع على نهر بوغ الجنوبي.